# Dracunculus medinensis
Dracunculus medinensis, comummente conhecido como verme-da-guiné, é uma espécie de nemátodo da família Dracunculidae. As fêmeas da espécie parasitam seres humanos, causando a dracunculíase (trambém grafada dracunculose).
Esta doença está prestes a tornar-se a segunda doença infecciosa a ser erradicada no homem, (a secundar a varíola), tendo apenas registado 27 casos em 2020; contudo, descobriu-se recentemente que os cães também são capazes de sustentar e incubar populações deste nematóide, pelo que podem constituir focos de infecção capazes de atingir o ser humano.

## Nomes comuns
Além do nome «verme-da-guiné», dão ainda pelos seguintes nomes comuns: dracúnculo e filária-de-medina.

## Descrição
O Dracunculus medinensis "é um filarídeo do tecido subcutâneo humano, encontrado na África e Ásia. No tempo da escravidão ocorreu um foco em Feira de Santana (BA), extinto posteriormente", conhecido também como filária de Medina, é o maior dos parasitos teciduais que afetam o ser humano.
"A fêmea adulta, que pode carregar de um a três milhões de embriões ou microfilária, mede em torno de 100 cm de comprimento e 2mm de largura e o macho, aproximadamente 5 cm. Os vermes se localizam nas pernas, mas podem ser encontrados em outras partes do corpo que, com frequência entram em contado com a água. Quando as fêmeas estão grávidas, deixam o tecido subcutâneo do hospedeiro e migram para o derma, onde formam uma pápula, que se torna vesiculada e finalmente se rompe, causando uma úlcera. Na ocasião em que o hospedeiro humano, com esta vesícula rompida entra na água, a fêmea do parasito exterioriza sua cabeça e a porção anterior do corpo, onde se encontra o útero, este forma uma hérnia que, em contato com a água se rompe e libera os embriões".
"Quando o hospedeiro sai da água, a fêmea do parasito se retrai e no momento em que o paciente entra novamente na água, o processo se repete, com a liberação de embriões que nadam e são ingeridos por pequenos crustáceos do gênero Cyclops (0,5mm a 2mm de comprimento), que são os hospedeiros intermediários do parasito. Os embriões perfuram a parede do trato digestivo do Cyclops, se fixam nos músculos do abdome e se transformam em larvas infectantes. O ser humano se infecta somente ao ingerir água contendo Cyclops com larvas infectantes. Estas larvas penetram na parede do intestino do hospedeiro e migram para o tecido subcutâneo, onde se desenvolvem em vermes adultos".
"Cerca de um ano após a infecção, as fêmeas grávidas, cheias de embriões, começam a migrar pelo corpo do hospedeiro, dando origem aos sintomas característicos da dracunculíase. Essas migrações causam dor severa, especialmente nas áreas ao redor das articulações. Frequentemente antes das formações das vesículas, ocorre prurido local intenso, eritema, urticária e edema. Quando o verme emerge perfurando a pele, uma dor intolerável é acompanhada de febre, náusea e vômitos. Se uma pessoa infectada caminha por uma fonte de água, uma intensa sensação de queimadura, causada pela emergência do verme, é relatada. A água fria também induz contração da fêmea do verme na base da úlcera, causando a expulsão de centenas de milhares de embriões que irão contaminar essas fontes por uma a três semanas. Quando os vermes não conseguem alcançar a pele e morrem, há desintegração e calcificação dos mesmos, e o paciente apresenta sintomas alérgicos. Nas vesículas formadas na pele, os vermes liberam substâncias tóxicas, que provocam irritação local. Séria infecção bacteriana secundária frequentemente ocorre após a ruptura acidental e morte do verme".